# Associazione Calcio Sampierdarenese 1936-1937
Questa voce raccoglie le informazioni riguardanti l'Associazione Calcio Sampierdarenese 1936-1937 nelle competizioni ufficiali della stagione 1936-1937.

## Rosa
| N. |                   | Ruolo | Calciatore          |
| -- | ----------------- | ----- | ------------------- |
|    | Italia (bandiera) | P     | Vittorio Profumo    |
|    | Italia (bandiera) | P     | Bruno Venturini     |
|    | Italia (bandiera) | D     | Renato Bodini       |
|    | Italia (bandiera) | D     | Guido Rigotti       |
|    | Italia (bandiera) | D     | Edgardo Ciancamerla |
|    | Italia (bandiera) | C     | Giovanni Battistoni |
|    | Italia (bandiera) | C     | Fernando Lancioni   |
|    | Italia (bandiera) | C     | Renato Cappellini   |
|    | Italia (bandiera) | C     | Giuseppe Valenti    |
|    | Italia (bandiera) | C     | Antonio Busini      |
|    | Italia (bandiera) | C     | Francesco Tortarolo |

| N. |                   | Ruolo | Calciatore          |
| -- | ----------------- | ----- | ------------------- |
|    | Italia (bandiera) | C     | Mario Nervi         |
|    | Italia (bandiera) | C     | Giovanni Cerutti    |
|    | Italia (bandiera) | A     | Mario Malatesta     |
|    | Italia (bandiera) | A     | Oliviero Mascheroni |
|    | Italia (bandiera) | A     | Giulio Rossi        |
|    | Italia (bandiera) | A     | Aldo Spivach        |
|    | Italia (bandiera) | A     | Vittorio Biagini    |
|    | Italia (bandiera) | A     | Angelo Bollano      |
|    | Italia (bandiera) | A     | Romolo Simonetti    |
|    | Italia (bandiera) | A     | Luciano Peretti     |
|    | Italia (bandiera) | A     | Ettore Allegri      |

## Statistiche

### Statistiche di squadra
| Competizione | Punti | In casa | In casa | In casa | In casa | In casa | In casa | In trasferta | In trasferta | In trasferta | In trasferta | In trasferta | In trasferta | Totale | Totale | Totale | Totale | Totale | Totale | DR  |
| Competizione | Punti | G       | V       | N       | P       | Gf      | Gs      | G            | V            | N            | P            | Gf           | Gs           | G      | V      | N      | P      | Gf     | Gs     | DR  |
| ------------ | ----- | ------- | ------- | ------- | ------- | ------- | ------- | ------------ | ------------ | ------------ | ------------ | ------------ | ------------ | ------ | ------ | ------ | ------ | ------ | ------ | --- |
| Serie A      | 22    | 15      | 4       | 5       | 6       | 19      | 20      | 15           | 2            | 5            | 8            | 13           | 26           | 30     | 6      | 10     | 14     | 32     | 46     | -14 |
| Coppa Italia |       | 2       | 1       | 0       | 1       | 4       | 4       | -            | -            | -            | -            | -            | -            | 2      | 1      | 0      | 1      | 4      | 4      | 0   |
| Totale       |       | 17      | 5       | 5       | 7       | 23      | 24      | 15           | 2            | 5            | 8            | 13           | 26           | 32     | 7      | 10     | 15     | 36     | 50     | -14 |

### Statistiche dei giocatori
| Giocatore      | Serie A  | Serie A | Coppa Italia | Coppa Italia | Totale   | Totale |
| Giocatore      | Presenze | Reti    | Presenze     | Reti         | Presenze | Reti   |
| -------------- | -------- | ------- | ------------ | ------------ | -------- | ------ |
| E. Allegri     | 1        | 0       | ?            | ?            | 1+       | 0+     |
| G. Battistoni  | 26       | 1       | ?            | ?            | 26+      | 1+     |
| V. Biagini     | 17       | 2       | ?            | ?            | 17+      | 2+     |
| R. Bodini      | 25       | 4       | ?            | ?            | 25+      | 4+     |
| A. Bollano     | 15       | 5       | ?            | ?            | 15+      | 5+     |
| A. Busini      | 8        | 0       | ?            | ?            | 8+       | 0+     |
| R. Cappellini  | 19       | 5       | ?            | ?            | 19+      | 5+     |
| G. Cerutti     | 1        | 0       | ?            | ?            | 1+       | 0+     |
| E. Ciancamerla | 11       | 0       | ?            | ?            | 11+      | 0+     |
| F. Lancioni    | 20       | 0       | ?            | ?            | 20+      | 0+     |
| M. Malatesta   | 30       | 0       | ?            | ?            | 30+      | 0+     |
| O. Mascheroni  | 27       | 5       | ?            | ?            | 27+      | 5+     |
| M. Nervi       | 1        | 0       | ?            | ?            | 1+       | 0+     |
| L. Peretti     | 6        | 1       | ?            | ?            | 6+       | 1+     |
| V. Profumo     | 20       | -30     | ?            | ?            | 20+      | -30+   |
| G. Rigotti     | 24       | 0       | ?            | ?            | 24+      | 0+     |
| G. Rossi       | 23       | 2       | ?            | ?            | 23+      | 2+     |
| R. Simonetti   | 10       | 1       | ?            | ?            | 10+      | 1+     |
| A. Spivach     | 19       | 5       | ?            | ?            | 19+      | 5+     |
| F. Tortarolo   | 7        | 0       | ?            | ?            | 7+       | 0+     |
| G. Valenti     | 10       | 0       | ?            | ?            | 10+      | 0+     |
| B. Venturini   | 10       | -16     | ?            | ?            | 10+      | -16+   |